# Test de Kveim-Siltzbach
El Test de Kveim, Nickerson-Kveim o Kveim-Siltzbach es una prueba cutánea que se usa para detectar la sarcoidosis, donde parte del bazo de un paciente con diagnóstico previo de sarcoidosis se inyecta en la piel de un paciente sospecha de tener la enfermedad. Si se detectan granulomas no caseificantes (4 a 6 semanas después), la prueba es positiva. Si el paciente ha estado en tratamiento (por ejemplo, con glucocorticoides), la prueba puede ser falsamente negativa. La prueba no se realiza comúnmente, y en el Reino Unido no hay sustrato disponible desde 1996. Existe la preocupación de que ciertas infecciones, como la encefalopatía espongiforme bovina, puedan transferirse a través de una prueba de Kveim.
Lleva el nombre del patólogo noruego Morten Ansgar Kveim, quien informó por primera vez sobre la prueba en 1941, utilizando tejido de ganglios linfáticos de pacientes con sarcoidosis. Fue popularizado por el médico estadounidense Louis Siltzbach, quien introdujo una forma modificada utilizando tejido de bazo en 1954. El trabajo de Kveim fue un refinamiento de estudios anteriores realizados por Nickerson, quien en 1935 informó por primera vez sobre reacciones cutáneas en sarcoides.
Se puede usar una prueba de Kveim para distinguir la sarcoidosis de afecciones con síntomas que de otra manera no se pueden distinguir, como la beriliosis.